# Wiener Akademische Ferialverbindung Reich
Die Wiener Akademische Ferialverbindung Reich, gelegentlich auch als Sängerbund Das Reich bezeichnet, war eine von 1990 bis zu ihrer freiwilligen Selbstauflösung am 1. August 2011 bestehende rechtsextreme Ferialverbindung. Die vom DÖW als „Pseudoburschenschaft“ bezeichnete Verbindung war nicht Mitglied eines Dachverbandes, unterhielt keine Kartelle, war nichtschlagend und nicht farbentragend, jedoch führte ein Mitglied der Burschenschaft Teutonia den Vorsitz des Vereins bis zu seinem Tod 1995.

## Geschichte
Laut einem Bericht des Magazins News fungierte der Verein als Sammelbecken für die rechte Szene mit Verbindungen zu Gruppen wie Blood and Honour oder dem Bund freier Jugend. 2011 fand an mehreren Orten, darunter auch dem Vereinslokal der Ferialverbindung Reich in der Unteren Donaustraße im 2. Wiener Gemeindebezirk eine Hausdurchsuchung statt, in deren Zuge „verbotene militärische Schusswaffen, dazugehörige Munition … NS-Devotionalien bzw. tatrelevante Schriftstücke“ beschlagnahmt wurden und über Gottfried Küssel die Untersuchungshaft verhängt wurde. Laut einem Bericht der Tageszeitung Der Standard sammelte sich ein größerer Teil der Betreuer der neonazistischen Internetplattform Alpen-Donau.info in der Verbindung. 2011 wurde ein Gast der Verbindung wegen NS-Wiederbetätigung und Verhetzung auf der Website „Alpen-Donau.info“ zu einer Haftstrafe verurteilt. Im Zuge des Prozesses gegen mehrere des Betriebs von alpen-donau.info verdächtigte Personen wird ein Angeklagter verdächtigt, bei einer Feier des Vereins eine Lobrede auf Hitler gehalten zu haben und den Hitlergruß dargeboten zu haben.
Zeit ihres Bestehens veranstaltete der Verein ein wöchentliches Treffen und diverse Veranstaltungen wie „Vortrag: Die Zersetzer – Wer vernichtet Volk und Land“ oder einen Reichswaffentag. Die Vereinsmitglieder bezeichneten sich als „Reichsbrüder“. Bekanntestes Mitglied war Gottfried Küssel, der die Funktionen des Schriftführers und des Kassiers ausübte.